# Special Effects (film)
Special Effects è un film del 1984, scritto e diretto da Larry Cohen.

## Trama
Dopo aver ucciso un'attrice emergente, il regista Neville è intenzionato a dirigere un lungometraggio basato sul suo omicidio.

## Produzione
Il soggetto è stato scritto da Cohen nel 1967. Il cineasta, all'epoca impiegato della Universal Studios, redasse il copione per farsi notare, al fine di ottenere la regia di Minuto per minuto senza respiro. La direzione venne, tuttavia, affidata a Mark Robson.
Special Effects è stato filmato interamente a New York.

## Distribuzione
Mai distribuito in Italia, è stato edito, inizialmente, in VHS. In seguito, la pellicola venne proposta in DVD e Blu-Ray.
Nel 2010 la Viennale ha organizzato una retrospettiva dedicata a Cohen. Fra i titoli scelti nella mostra si ricorda il seguente film.

## Accoglienza
Nelle principali piattaforme internet è giudicato tiepidamente.
Donald Guarisco, critico di Allmovie, lo recensisce come un lungometraggio «concettualmente audace».